# Galtara laportei
Galtara laportei là một loài bướm đêm thuộc phân họ Arctiinae, họ Erebidae.